# Tiransundet

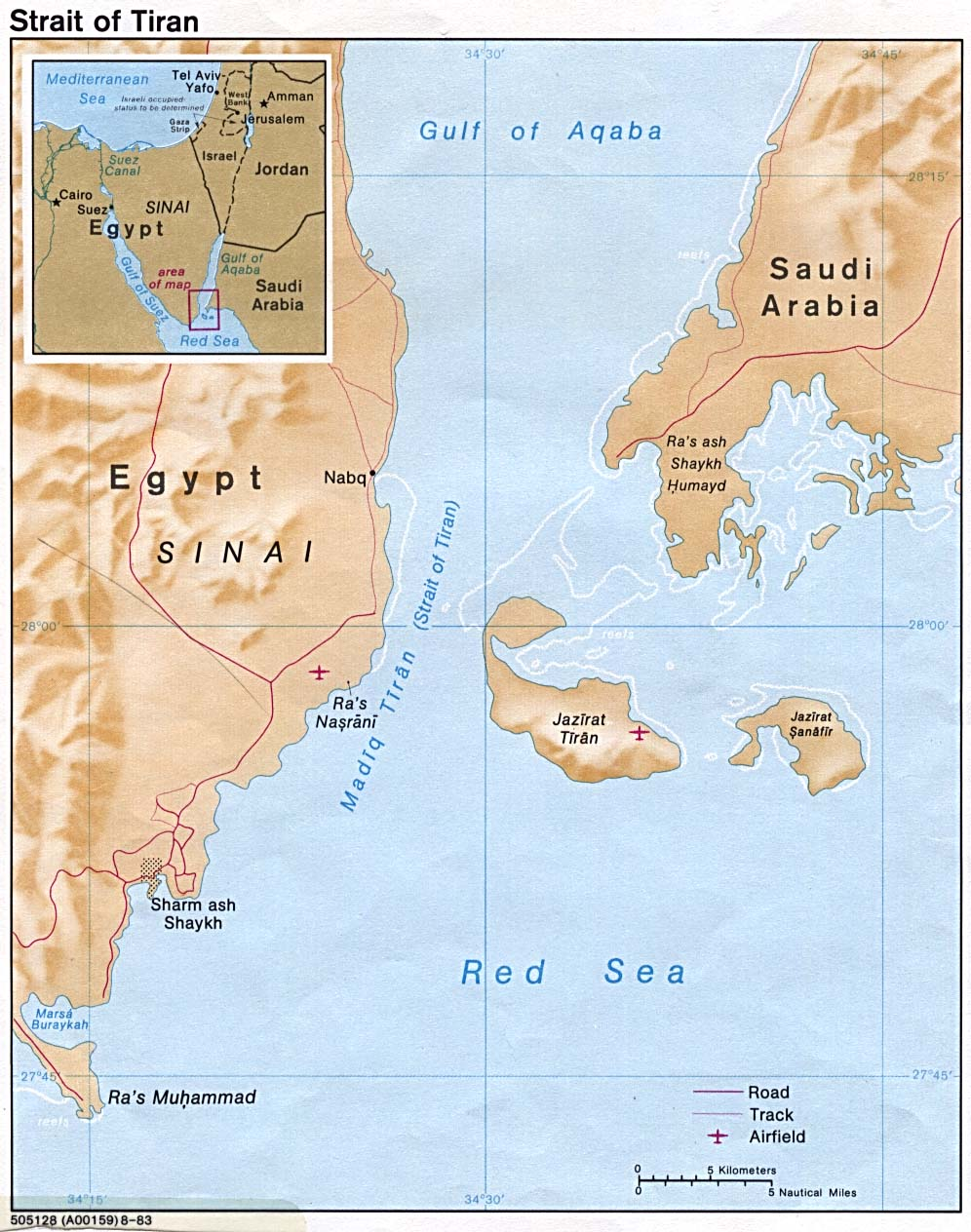
Karta över det 13 kilometer breda sundet som skiljer Egypten och Saudiarabien.

Tiransundet (arabiska: مضيق تيران ), (hebreiska: מצרי טיראן) är det 13 kilometer breda sund som förbinder Röda havet med Aqabaviken. Sundet ligger nära Sinaihalvöns sydspets och skiljer denna halvö från Arabiska halvön. Sundet är strategiskt viktigt, då det förbinder både Jordanien och Israel med Röda havet. Under sexdagarskriget 1967 spelade Tiransundet en viktig roll i konflikten.
I sundet ligger öarna Tiran och Sanafir, som tidigare tillhört Egypten men överfördes till Saudiarabien, efter nödvändiga internationella godkännanden 2022.
Sundet har åtminstone ett par gånger övervägts som plats för en vägförbindelse mellan Egypten och Saudiarabien. År 2006 rapporterades att den egyptiska regeringen övervägde ett projekt med en 15 kilometer lång bro över sundet, till en uppskattad kostnad på cirka 3 miljarder dollar.

## Fotnoter
1. ↑  Barak Ravid (14 juli 2022), Israel OKs Red Sea islands deal, paving way for Saudi normalization steps, Axios. Läst 2 januari 2025.
2. ↑  Why does Saudi Arabia want Red Sea islands of Tiran and Sanafir, Al Jazeera, 16 juli 2022. Läst 2 januari 2025.
3. ↑  Moussa, Najla (2 mars 2006). ”Bridge connecting Egypt, Saudi Arabia considered”. Daily News Egypt. Arkiverad från originalet den 12 mars 2007. https://web.archive.org/web/20070312014920/http://www.dailystaregypt.com/article.aspx?ArticleID=799. Läst 29 april 2008.